# René-Émile Godfroy
Pour les articles homonymes, voir Godfroy.
René-Émile Godfroy, né le 10 janvier 1885 dans le 16e arrondissement de Paris et mort le 17 janvier 1981 à Fréjus, est un officier de marine français. Vice-amiral pendant la Seconde Guerre mondiale, il commanda la Force X qui resta bloquée pendant la majeure partie du conflit à Alexandrie.

## Biographie
Il entre à l'École navale en octobre 1901 et embarque sur différents bâtiments avant de participer à la seconde expédition Charcot, visant à explorer la côte de l'Antarctique en 1908. Pendant la Première Guerre mondiale, il est lieutenant de vaisseau . Il est promu capitaine de corvette en 1921, puis capitaine de frégate et enfin capitaine de vaisseau,  avant d'accéder aux 2 étoiles de Contre-amiral en 1936, il est commandant de la Force X en Méditerranée en avril 1940. Il est nommé vice-amiral le 19 juin 1940.
En juin 1940, la Force X est au mouillage à Alexandrie. Le 3 juillet, Churchill, craignant que la flotte française tombe un jour ou l'autre aux mains des Allemands, lance l'opération Catapult. Celle-ci consiste à s'emparer des navires français se trouvant dans les ports britanniques et à neutraliser ceux qui se trouvent dans les ports de l'Empire français, au besoin par la force, comme ce fut le cas à Mers el-Kébir.
À Alexandrie, Godfroy reçoit un ultimatum mais négocie avec l'amiral britannique Andrew Cunningham, l'internement pacifique de son escadre, conduisant à un accord le 7 juillet. Les marins français acceptent de débarquer leur mazout, de retirer les mécanismes de tir de leurs canons, en échange de quoi les navires restent sous le contrôle de Godfroy. Cunningham promet de rapatrier les marins qui souhaitent rentrer en France.
Plusieurs marins, refusant l'inaction du régime vichyste, quittent clandestinement leur équipage, tel le capitaine de frégate (futur amiral) Auboyneau, ou le capitaine de corvette d'Estienne d'Orves (futur martyr de la Résistance) qui rejoignent Londres. Les navires restent alors internés à Alexandrie avec des équipages réduits. Des officiers de la Force X organisent le 9 septembre 1940 des opérations punitives contre ces partisans de la France Libre.
Ce n'est que le 31 mai 1943 que le vice-amiral Godfroy accepte de reprendre le combat en plaçant son escadre sous les ordres du gouvernement d'Alger, au moment où se met difficilement en place le Comité français de la Libération nationale. Favorable au général Giraud, il est écarté de tout commandement par les gaullistes du CFLN. Il est versé d'office en 2ème section par décret du 10 décembre 1943, décret qui est annulé par le Conseil d’État en avril 1955.
Il est l'auteur de L’Aventure de la force X (escadre française de la Méditerranée orientale) à Alexandrie, Plon, Paris, 1953.

## Distinctions
- Grand officier de la Légion d'honneur (22 décembre 1941)
- Officier d'académie
- Chevalier de l'ordre du Mérite maritime
- Médaille commémorative des Dardanelles
- Commandeur du Ouissam alaouite
- Commandeur de l'ordre du Nichan Iftikhar
- Médaille du Levant
- Médaille de Serbie
- Officier de l'Ordre de Léopold
- Grande médaille d'or de la Société centrale de sauvetage des naufragés[2].